# ۲۴ ژوئیه
۲۴ ژوئیه در تقویم گرگوری، دویست و پنجمین (در سال‌های کبیسه دویست و ششمین) روز سال است. ۱۶۰ روز تا پایان سال باقی است.
روز بعد: ۲۵ ژوئیه – روز قبل: ۲۳ ژوئیه

## رویدادها
- ‌‌۱۷۸۳ - عهدنامه گرجیوسک عهدنامه‌ای دوجانبه میان امپراتوری روسیه و پادشاهی شرق گرجستان در ۲۴ ژوئیه ۱۷۸۳ که به موجب آن گرجستان تحت قیومیت روسیه درمی‌آمد و در عوض تمامیت آن و سلطنت خاندان باگرتیون بر این مناطق تضمین می‌شد.
- ۱۹۷۸ - در اثر انفجار یک بمب احمد حسین الغشمی، رئیس‌جمهور یمن شمالی کشته شد. سه روز بعد رئیس‌جمهور بعدی هم ترور شد.
- ۲۰۱۳ - در اثر خروج یک قطار تندرو از ریل در اسپانیا که از مادرید راهی فرول در شمال غربی این کشور بود، ۷۹ تن کشته و بیش از ۱۴۰ تن دیگر زخمی شدند.
- ۲۰۱۴ - پرواز شماره ۵۰۱۷ خطوط هوایی الجزایر که از واگادوگو، پایتخت بورکینافاسو راهی الجزیره، پایتخت الجزایر بود، ۵۰ دقیقه پس از برخاستن از زمین در مالی دچار حادثه شد که به مرگ همه ۱۱۶ سرنشین آن انجامید.
- ۲۰۱۵ - جنگنده‌های ارتش ترکیه در جواب به بمب‌گذاری شهر سوروچ که به کشته شدن ۳۲ تن انجامید مواضع حزب کارگران کردستان، پ ک ک و گروه تکفیری-تروریستی داعش را داخل عراق و سوریه بمباران کردند.

## زادروزها
- ۱۷۸۳ - سیمون بولیوار، فرماندهٔ انقلابی و سیاستمدار ونزوئلایی
- ۱۹۶۹ - جنیفر لوپز، خواننده و بازیگر آمریکایی
- ۱۹۸۲ - عماد محمد رضا، بازیکن فوتبال اهل عراق

## مرگ‌ها
- ۷۸۵ - أبو عبدالله محمد المهدی، سومین خلیفه عباسی (۷۷۵–۷۸۵) (دیاله، عراق، خلافت عباسی)